# Xã High Forest, Quận Olmsted, Minnesota
Xã High Forest (tiếng Anh: High Forest Township) là một xã thuộc quận Olmsted, tiểu bang Minnesota, Hoa Kỳ. Năm 2010, dân số của xã này là 976 người.